# IC 3103
IC 3103 је појединачна звијезда у сазвјежђу Дјевица која се налази на листи објеката дубоког неба у Индекс каталогу.
Деклинација објекта је + 9° 21' 38" а ректасцензија 12h 17m 28,3s.